# Kiedy kształtowały się fundamenty
Kiedy kształtowały się fundamenty (tyt. oryg. Kur hidheshin themelet) – albański film fabularny z roku 1978 w reżyserii Vladimira Priftiego.

## Opis fabuły
Bohaterką filmu jest Laja, przewodnicząca rady w małej wsi położonej w albańskich górach, która rozpoczyna akcję kolektywizacji wsi. Jej przeciwnikami są najbogatsi we wsi gospodarze.

## Obsada
- Mimika Luca jako Laja
- Reshat Arbana jako Beqir Aga
- Drita Pelingu jako Budja
- Ndrek Shkjezi jako Zeneli
- Piro Malaveci jako Selim Myrto
- Agim Qirjaqi jako Halil Nure
- Marika Kallamata jako Havaja
- Yllka Mujo jako Lulja
- Pandi Siku jako Mani
- Tomor Guçe
- Ahmet Pasha
- Gjon Karma